# Enicospilus xanthocephalus
Enicospilus xanthocephalus is een vliesvleugelig insect uit de familie van de gewone sluipwespen (Ichneumonidae). De wetenschappelijke naam van de soort werd voor het eerst geldig gepubliceerd in 1905 door Cameron.